# Цифровой комикс
Цифровой комикс (англ. Digital comics, также известен как eComics) — комикс, полностью созданный на компьютере, или комикс, выпускающийся в электронном виде.

## Создание
Существует несколько способов создания цифровых комиксов. Один из них — использование графического планшета и компьютерной графической программы. Панели комиксов рисуют в графической программе с помощью высокочувствительного стилуса, который используется как карандаш или ручка.
Также для создания персонажей и фонов в цифровых комиксах используют приложения для работы с векторной и трёхмерной графикой.

## История
Первым комиксом, полностью созданным на компьютере и выпущенным в электронном виде, стал Witches and Stitches Эрика Милликина, который был выпущен на онлайн-сервисе CompuServe в 1985 году.
Первым комиксом, который был полностью создан на компьютере, но выпущен на бумаге, стал Shatter Питера Гиллиса и Майка Саэнза. Shatter был выпущен в формате уан-шот и одновременно появился в другом комиксе Jon Sable в 1985 году. Всего с 1985 по 1986 год вышло 14 выпусков комикса. Впоследствии в 1988 году Майк Саэнз, один из авторов Shatter, создал Iron Man: Crash, первую графическую новеллу, сделанную полностью на компьютере.